# Eva Vrchlická
Eva Vrchlická, vlastním jménem Eva Fridová, křtěná Eva Marie Johanna (6. března 1888 Praha – 18. července 1969 Praha) byla česká herečka, překladatelka, publicistka, dramatička, básnířka a spisovatelka, dcera básníka a spisovatele Jaroslava Vrchlického, dlouholetá členka činohry Národního divadla v Praze.

## Život

### Dětství a počátky herecké kariéry
Vlastním jménem Eva Fridová, narodila se v rodině básníka Jaroslava Vrchlického (vlastním jménem Emil Frida) a jeho manželky Ludmily, rozené Podlipské. Byla prostřední ze tří dětí. Traduje se, že jejím biologickým otcem byl pražský herec Jakub Seifert a matkou Ludmila Podlipská, manželka Jaroslava Vrchlického. Rodina ji uvedla do uměleckého prostředí, kde na ni kromě Jaroslava Vrchlického měla vliv babička Sofie Podlipská a prateta Karolina Světlá. V roce 1907 ukončila vyšší dívčí školu a před zájmem o výtvarné umění již dala trvale přednost herecké dráze. V roce 1907 získala herecké školení u Eduarda Vojana, Marie Hübnerové a Ludmily Danzerové. V roce 1908 nastoupila do divadla Uranie, v roce 1910 odešla do Národního divadla v Brně a v roce 1911 nastoupila u Jeřábkovy divadelní společnosti, ze které přešla rovnou do Národního divadla v Praze.

### První manželství

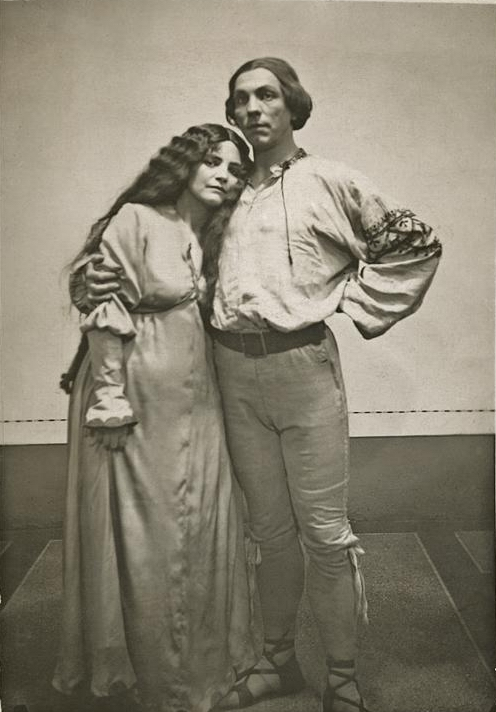
Eva Vrchlická a Rudolf Deyl, ve hře Princezna Pampeliška, Národní divadlo 1910

Prvním manželem Evy Vrchlické se stal překladatel Jaromír Nevole (1886–1926, publikoval pod jménem Jarka Nevole). Manželé žili na Starém Městě, v ulici Elišky Krásnohorské. Dne 9. června 1911 se jim narodila dcera Eva. Manželství trvalo od roku 1910 do 1918, kdy bylo rozvedeno.
V této době, tj. mezi sezónami 1910/1911 až 1917/1918, byla Eva Vrchlická na Národním divadle obsazena do více než padesáti rolí, většinou hlavních (například Julie v Romeovi a Julii, Princezna Pampeliška ve stejnojmenné hře nebo Roxana v Cyranovi de Bergerac).

### Druhé manželství
Druhým manželem Evy Vrchlické se stal hoteliér Edmund Zavřel (1891–1940). Manželství bylo uzavřeno roku 1920, rozloučeno přibližně v roce 1930.
I když se blížila střednímu věku, stále byla v Národním divadle obsazována do předních, často mladistvých rolí (např. Mimi v Loupežníkovi v sezóně 1925/1926). Dvacátá léta, kdy spolupracovala s režisérem Karlem Hugo Hilarem jsou považována za vrchol její divadelní dráhy. V době manželství s Edmundem Zavřelem také vydala svoje první knihy.

### Třetí manželství
Třetím manželem Evy Vrchlické byl o šestnáct let mladší shakespearovský překladatel Erik Adolf Saudek (1904–1963). Sňatek byl uzavřen v roce 1934 a přetrval obtížné období Protektorátu (Erik Saudek byl židovského původu). Manželův původ byl též příčinou nucené přestávky angažmá Evy Vrchlické v Národním divadle (1942–1945). Během okupace též nevydala žádnou knihu. Po osvobození vystupovala znovu v Národním divadle a spolupracovala s Erikem Saudkem na překladu (z ruštiny) korejské divadelní hry Na jih od 38. rovnoběžky.
K rozvodu došlo až v roce 1952.

### Závěr života
Po osvobození se Eva Vrchlická levicově angažovala. V roce 1946 podepsala prokomunistické „Májové poselství kulturních pracovníků českému lidu!“ publikované před květnovými volbami do Ústavodárného Národního shromáždění. Tento předvolební manifest komunistů podepsalo celkem 843 kulturních pracovníků. Později podepsala prokomunistickou výzvu Kupředu, zpátky ni krok!, jež byla vydána dne 25. února 1948 pro podporu komunistického převratu. S Ivanem Olbrachtem zdramatizovala jeho román Anna proletářka, který byl uváděn na Národním divadle v letech 1951–1953.  V roce 1953 obdržela titul zasloužilá umělkyně, získala i Státní cena Klementa Gottwalda. 
Po osvobození vzniklo ale také její nejvýznamnější dílo – převyprávění příběhů Wiliama Shakespeara Z oříšku královny Mab.
Poslední představení Evy Vrchlické, zaznamenané archivem Národního divadla, byla role Stařenky v Maryše, 23. ledna 1959. Počátkem šedesátých let ještě veřejně vystupovala – přednášela verše.

### Mylná životopisná informace v odborné literatuře
Veřejné zdroje vesměs přisuzují Evě Vrchlické jako druhého manžela dramatika Františka Zavřela (1884–1947). Jde ale o široce sdílený omyl. Jak prokázal Eduard Burget, jedná se o záměnu příjmení. Druhým manželem Evy Vrchlické byl hoteliér Edmund Zavřel (1891–1940). Též vzpomínková kniha Františka Zavřela Za živa pohřben vylučuje, že by se jednalo o manžela Evy Vrchlické. Ta je zde pouze zmiňována jako „mladší dcera“ Jaroslava Vrchlického. V dané době prožíval lásku k Miladě Pakůrové. Eva Vrchlická pouze hrála v dramatech Františka Zavřela Dravec, Kristus, Nesmrtelná milenka a Panna.

## Dílo
Byla literárně činná jako publicistka, autorka memoárové literatury, beletrie, próz pro děti a mládež i poezie inspirované divadlem, překládala z němčiny a ruštiny. Jejím nejznámějším literárním dílem je kniha převyprávěných příběhů z děl Williama Shakespeare Z oříšku královny Mab.

### Literární dílo
- Prázdniny (vydal B.M. Klika, Praha, 1925)
- Všecky cesty vedou do Říma (vydal Otakar Štorch-Marien, Praha, 1927) Zobrazení exemplářů s možností jejich objednání
- Křídový kruh (překlad Eva Vrchlická, vydalo Rebcovo nakladatelství, Praha, 1929)
- Dětství s Vrchlickým (vydal Melantrich, Praha, 1939 a 1947, Vyšehrad 1953)
- Cestou necestou (Kniha vzpomínek, vydal Čs. Kompas, Praha, 1946)
- Z oříšku královny Mab (šest povídek ze Shakespeara, ilustroval Karel Svolinský, vydal Melantrich, Praha, 1946)
- U divadla (povídky, vydal Melantrich, Praha, 1947)
- Nová Anděla (S obálkou a ilustracemi Heleny Zmatlíkové, vydala Práce, Praha, 1948)
- Vincka (vydal Československý spisovatel, Praha 1950)[p 4]
- Na jih od 38. rovnoběžky (hra ve třech dějstvích, autor Tchaj Djan-čun; z ruské úpravy I. Stoka přeložili E. Vrchlická a E.A. Saudek, vydala Osvěta, Praha, 1951)
- Anna proletářka (Podle románu Ivana Olbrachta, hra o roce 20. v 10 obrazech, autoři: Ivan Olbracht a Eva Vrchlická, vydalo ČDLJ, a Osvěta 1952)
- Básně (Výbor z básní Jaroslava Vrchlického uspořádala a předmluvu napsala Eva Vrchlická; portrét Jaroslava Vrchlického vytvořil Max Švabinský, vydalo SNDK, Praha 1953)

### Filmografie
Scenáristka:
- 1937 Kříž u potoka (scénář spolu s Františkem Kožíkem a Bohumírem Poláchem podle námětu Karoliny Světlé)

Filmové role:
- Yorickova lebka, (1919, role: paní Relská, režie Miloš Nový)
- Stavitel chrámu (1919, kameníkova dcera Alena, režie Karel Degl, Antonín Novotný)
- Žena pod křížem (1937, paní Maternová, režie Vladimír Slavínský)
- Rukavička (1941, Berková, matka Mařenky, režie Jan Alfréd Holman)
- Divá Bára (1949, kořenářka, režie Vladimír Čech)

### Divadelní role
Na Národním divadle vytvořila v letech 1908–1957 role v téměř 300 inscenacích. Nucenou přestávku ve vystupování na první scéně měla za nacistické okupace, v letech 1942–1945.

## Ocenění
- 1931 Státní cena
- 1953 titul zasloužilá umělkyně

## Zajímavost
Z databáze Národního divadla není jasné, zda se Eva Vrchlická setkala na scéně se svým pravým otcem Jakubem Seifertem. Společně alternovali v rolích Hospodina (Seifert) a Markéty (Vrchlická) v inscenaci Goethova Fausta (uvedeno 1910–1911), když divadelní kariéra otce končila a dcery začínala. Společně ale pracovali jako filmoví herci v roce 1919, při natáčení filmu Stavitel chrámu.